# Aix-Noulette
Aix-Noulette is een gemeente in het Franse departement Pas-de-Calais (regio Hauts-de-France). De plaats maakt deel uit van het arrondissement Lens. Aix-Noulette telde op 1 januari 2022 3.915 inwoners.

## Geografie
De oppervlakte van Aix-Noulette bedroeg op 1 januari 2022 10,44 vierkante kilometer; de bevolkingsdichtheid was toen 375 inwoners per km².

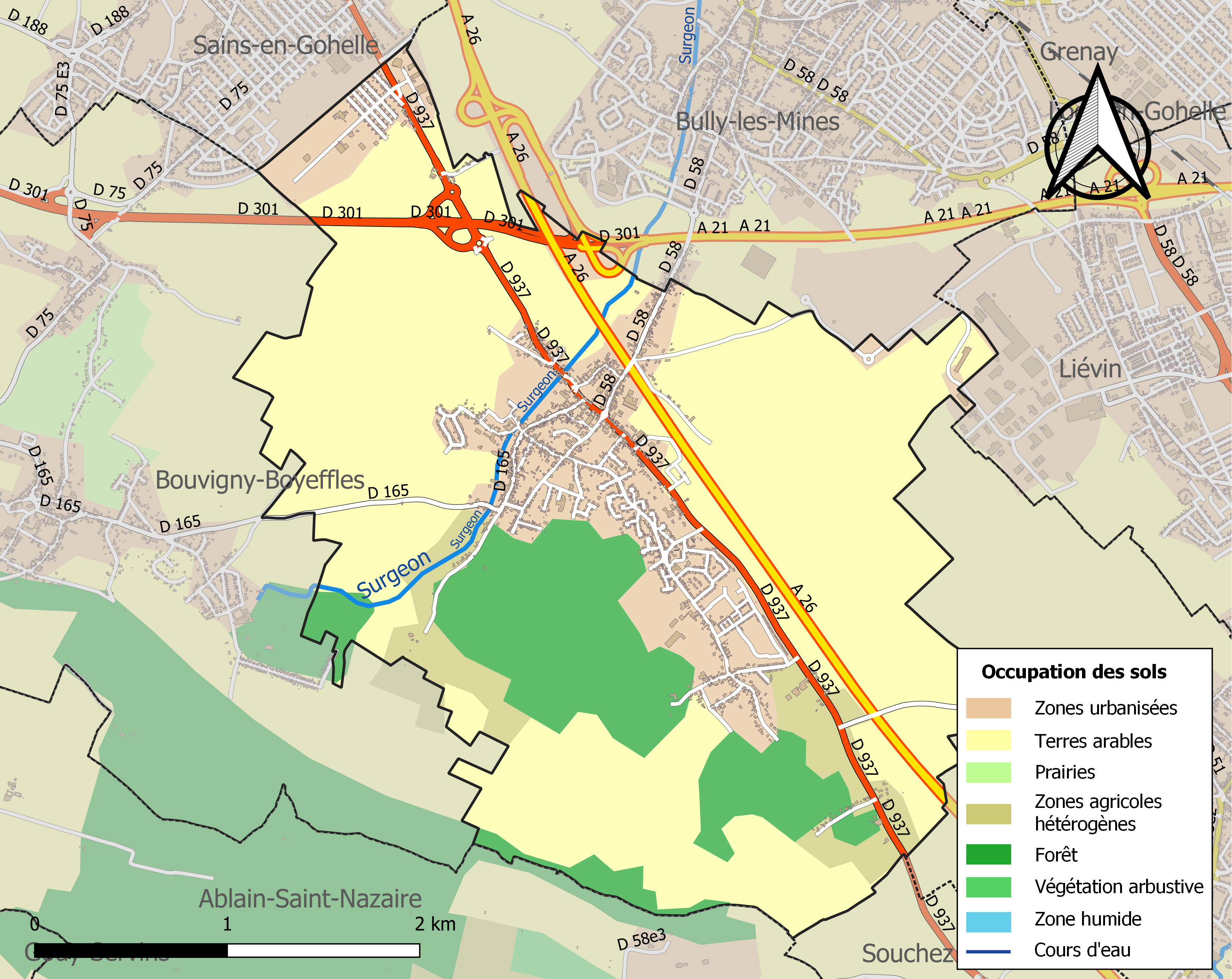
Kaart van de gemeente met belangrijkste infrastructuur, bodemgebruik en omliggende gemeenten

## Demografie
Onderstaande figuur toont het verloop van het inwonertal (bron: INSEE-tellingen).

## Gemeenteverband
- Elsdorf, sinds 1990